# La Quemada (Chihuahua)
La Quemada es una localidad del estado mexicano de Chihuahua. Es parte del municipio de Cuauhtémoc.

## Demografía
| Gráfica de evolución demográfica |
|                                  |

| Censo | Población |
| ----- | --------- |
| 1900  | 404       |
| 1910  | 182       |
| 1921  | 115       |
| 1930  | 337       |
| 1940  | 412       |
| 1950  | 510       |
| 1960  | 671       |
| 1970  | 744       |
| 1980  | 868       |
| 1990  | 991       |
| 2000  | 1 047     |
| 2010  | 1 272     |
| 2020  | 1 390     |